# シャケイ
シャケイ（リトアニア語: Šakiai  発音）はリトアニア・マリヤンポレ郡の都市。国内第2の都市カウナスの西65kmに位置する。

## 歴史
元々はシャカイチャイ（Šakaičai）という村が発展してシャケイが誕生したと考えられている。1719年までにシャケイに教会が建てられた。19世紀初頭、シャケイは市としての権利を有することとなる。街には学校やカトリック教会、ルター派教会、ユダヤ教のシナゴーグ、そして郵便局があった。第二次世界大戦中、街はドイツ軍によって破壊された。

## 著名な出身者
- Zygmunt Kęstowicz - ポーランド人俳優

## 人口
シャケイの人口の変遷は以下の通りである。
- 1903年 - 2,900人
- 1923年 - 2,044人
- 1970年 - 4,060人
- 1976年 - 5,000人
- 1979年 - 5,955人
- 1989年 - 7,226人
- 2001年 - 6,795人

## 提携都市・姉妹都市
- ゴウダプ (Gołdap) （ ポーランド）